# 하인켈 He 178
하인켈 He 178(Heinkel He 178)은 독일 하인켈사가 만든 세계 최초의 제트기다. 엔진은 터보제트를 사용하였으며, 또한 세계 유일의 꼬리바퀴식 제트 항공기이도 하다. 제트엔진을 실험하기 위해 개발된 유인 실험용 기체다. 에른스트 하인켈의 주도로 하인켈사가 개발하였다. 폰 오하인이 만든 터보제트엔진을 달고 비행하였다.

He 178

1939년 8월 27일 초도비행에 성공하였다. 시속 700km로 설계되었으나, 비행 당시 시속 598km로 비행하였다.

## 제원

### 일반사항
- 승무원 : 1(조종사)
- 길이 : 7.48m
- 폭 : 7.20m
- 높이 : 2.10m
- 순 기체 중량 : 1,620kg
- 최대이륙중량 : 1,998kg
- 엔진 : HeS 3
- 엔진 종류 : 터보젯

### 성능
- 최고 속도 : 598km/h
- 항속거리 : 200km

## 같이 보기
- 하인켈 He 280